# 리산드로 로페스
리산드로 로페스(스페인어: Lisandro López, 1983년 3월 2일 ~ )는 아르헨티나 출신의 축구 선수이다. 아르헨티나의 사르미엔토에서 뛰고 있으며 포지션은 스트라이커이다.
2003년 라싱 클루브에서 프로 생활을 시작하였으며 그 후 포르투갈의 포르투와 프랑스의 리옹에서 경력을 쌓았다.

## 클럽 경력

### 라싱 클루브
로페스는 라싱 클루브의 청소년 클럽에서 축구를 시작해 팀에서 데뷔했다. 2004년 아르헨티나 전기리그에서 득점왕을 차지했다.

### 포르투
2005년 250만 유로의 이적료로 FC 포르투에 입단했고, 이적 첫해인 2005-06시즌 26경기에 출전해 7골을 넣어 팀의 핵심 선수로 떠올랐다. UEFA 챔피언스리그에서는 레인저스 FC를 상대로 첫 번째 골을, 다음해에 열린 챔피언스리그에서는 함부르크 SV를 상대로 2골을 넣었다. 2007-08시즌 27경기에 나와 24골을 넣어 득점왕을 차지했으며, 2008-09시즌 28경기에 나와 10골을 넣었다.

### 리옹
2009년 7월 7일 카림 벤제마를 레알 마드리드 CF에 판 올랭피크 리옹이 그를 2,400만 유로의 가격에 사들였다.

### 알 가라파
그는 2013년 8월 알 가라파 SC로 이적했다.

## 국가대표팀 경력
그는 아르헨티나 축구 국가대표팀의 일원이었으며, 7경기에 나와 1골을 넣었다.